# رانکورن ۴۵۷۰
سیارک ۴۵۷۰ (به انگلیسی: 4570 Runcorn، نامگذاری:1985PR) چهار هزار و پانصد و هفتادمین سیارک کشف شده‌است که در ۱۴ اوت ۱۹۸۵ کشف شد.
قدر مطلق سیارک برابر ۱۳٫۰۰ است.